# Мастектомия
Мастектомията (на гръцки: μαστός „гърда“ и на гръцки: ἐκτομή „рязане“) представлява отстраняване на млечната жлеза при жените, частично и изцяло.
Мастектомията обикновено се извършва с цел лечение на рак на гърдата, обиновено при жените, но понякога и при мъжете, ако те не се повлияват от други методи на лечение.
Хирургичната процедура се извършва в някои случаи, когато лицето е изложено на висок риск от рак на гърдата като профилактика.